# منتخب باكستان تحت 20 سنة لكرة القدم
منتخب باكستان تحت 20 سنة لكرة القدم هو ممثل باكستان الرسمي في المنافسات الدولية في كرة القدم في فئة كرة قدم تحت 20 سنة للرجال
، يديريه اتحاد باكستان لكرة القدم.